# Lilli Hornig
Lilli Hornig   (Ústí nad Labem, 22 de març de 1921 - Providence, 17 de novembre de 2017) amb cognom de soltera Schwenk, fou una científica txecoestatunidenca que treballà en el Projecte Manhattan per a produir la primera bomba atòmica, a més d'activista feminista.

## Biografia

### Formació
Hornig nasqué a Ústí nad Labem al 1921. Els seus pares eren Erwin Schwenk, un químic orgànic, i Rascha Shapiro, pediatra.
El 1929 la seua família es traslladà a Berlín. Quatre anys més tard, ella i sa mare van arribar als Estats Units seguint el seu pare, que s'havia mudat allí per a escapar dels nazis. En ser el seu pare jueu, estava amenaçat de ser empresonat en un camp d'extermini.
Es llicencià en Bryn Mawr College al 1942 i obtingué el doctorat en la Universitat Harvard el 1950. El 1943 es casà amb Donald Hornig i tingueren quatre fills.

### Carrera professional
Hornig treballà amb el seu espòs al Laboratori Nacional dels Àlbers. Tot i que al principi li demanaren una prova de mecanografia, es van reconéixer les seues habilitats científiques i li donaren un treball entre el personal del Projecte Manhattan, en un grup que treballava amb el plutoni per produir la bomba atòmica.
Més tard es va decidir que aquest treball era massa perillós per a les dones, per la qual cosa treballà en lents altament explosives. Mentre estava en Els Àlbers, signà una petició perquè la primera bomba atòmica es llançàs en una illa deshabitada per a demostrar-ne el poder.
Hornig fou professora de química en la Universitat de Brown, i presidenta del departament de química del Trinity College de Washington, DC. Fou triada pel president Johnson per a una missió a la República de Corea que realitzà la fundació de l'Institut de Ciència i Tecnologia de Corea.
Feminista, Hornig fou fundadora d'HERS (Higher Education Resource Services) (Serveis de Recursos per a l'Ensenyament Superior) sota els auspicis del Comitè per a les Preocupacions de les Dones en els Col·legis i Universitats de Nova Anglaterra organitzat per Sheila Tobias. Formà part de comitès d'igualtat d'oportunitats per a la Fundació Nacional de Ciències, l'Institut Nacional del Càncer i l'Associació Estatunidenca per a l'Avenç de la Ciència. Fou presidenta de recerca del Comitè per a la Igualtat de la Dona a Harvard, i participà en estudis sobre l'educació i les carreres científiques de les dones.
Hornig fou consellera vitalícia de la Institució Oceanogràfica Woods Hole i de l'Escola Wheeler.
Va morir el 17 de novembre del 2017 a Providence, Rhode Island, a noranta-sis anys.

## Obres
- Climbing the Academic Ladder: Doctoral Women Scientists in Academe (1979) OCLC 967445183.
- Equal Rites, Unequal Outcomes: Women in American Research Universities.  Springer Netherlands, 2012 (Innovations in Science Education and Technology). ISBN 978-94-010-0007-9.
- Women Scientists in Industry and Government: How Much Progress in the 1970s. Washington, DC, 1980. ISBN 9780309030236
- Scientific sexism, Nova York: Nova York Academy of Sciences, 1979. OCLC 802457414.
- From My Life. The Memoirs of Richard Willstätter. Nova York: W. A. Benjamin, 1965. OCLC 612707312.